# Hensonia
Hensonia es un género de foraminífero bentónico de la familia Marieitidae, de la superfamilia Pavonitinoidea, del suborden Spiroplectamminina y del orden Lituolida. Su especie tipo es Hensonia tricarinata. Su rango cronoestratigráfico abarca el Senoniense (Cretácico superior).

## Discusión
Clasificaciones previas incluían Hensonia en el suborden Textulariina del Orden Textulariida, o en el orden Lituolida sin diferenciar el suborden Spiroplectamminina.

## Clasificación
Hensonia incluye a las siguientes especies:
- Hensonia tricarinata